# Eugen Coupienne

Eugen Coupienne um 1900

Eugen Friedrich Emil Hermann Louis  Coupienne (* 2. März 1843 in Mülheim an der Ruhr; † 15. August 1907 ebenda) war ein deutscher Lederfabrikant und Verbandsfunktionär der Lederindustrie.

## Leben und Wirken
Eugen Friedrich Emil Hermann Louis Coupienne wurde als ältester Sohn des Lederfabrikanten Heinrich Coupienne (1810–1889) und seiner Frau Adeline von Eicken (1812–1878) geboren. Nach der bestandenen Reifeprüfung (1862) am Gymnasium in Mülheim an der Ruhr machte er eine Ausbildung in der Lederfabrik seines Vaters, um anschließend in Belgien, Frankreich und England seine Kenntnisse zu vertiefen. 1869 wurde er Teilhaber in der väterlichen Firma H. Coupienne, 1889 – nach dem Tod seines Vaters und dem Austritt seines Bruders Jean Baptiste – alleiniger Inhaber.
Technische Neuerungen förderte er und setzte sie frühzeitig in seinen Fabriken ein. 1871 erwarb er für sein Unternehmen die erste Dampfmaschine, 1874 die erste Maschine zum Aussetzen von Geschirrledern und Maschinenriemenledern, 1876 die erste Spaltmaschine.
Seine Erfahrungen als Lederfabrikant überzeugten ihn von der Notwendigkeit einer Interessenvereinigung im Gerbereiwesen, wo viele noch handwerklich arbeitende Gerber unter der fortschreitenden Industrialisierung und Mechanisierung litten. 1881 initiierte er die Gründung des Vereins Niederrheinischer Lederindustrieller mit Sitz in Mülheim an der Ruhr. Diese Vereinigung ging 1888 im Börsenverein der Häute-, Fell- und Lederbranche für Rheinland und Westfalen auf. 1891 gründete Coupienne den Centralverein der Deutschen Lederindustrie mit Sitz in Frankfurt am Main. Bis zu seinem Tod 1907 hatte er in beiden Berufsverbänden den Vorsitz inne und vertrat mit großem Engagement die Interessen der deutschen Lederindustrie.
Darüber hinaus war er im Vorstand der Lederindustrie-Berufsgenossenschaft, Mitglied der Berufskommission bei der preußischen Bezirksregierung in Düsseldorf sowie Stadtverordneter (ab 1890) und unbesoldeter Beigeordneter (1899) in seiner Heimatstadt Mülheim an der Ruhr. Genau wie sein Großvater Jean Baptiste führte er den preußischen Ehrentitel "Kommerzienrat". Von 1889 bis zu seinem Tod war er Mitglied der Freimaurerloge Broich Zur verklärten Luise, seit 1900 bekleidete er dort das Amt des Meister vom Stuhl. Er war außerdem Mitglied der Mülheimer Bürgergesellschaft Casinogesellschaft und dort im Vorstand tätig.
In der ehemaligen Villa Eugen Coupienne mit einem Jahrhunderte alten Garten in Mülheim an der Ruhr an der Friedrichstraße 40 ist seit 2012 ein Hospiz beheimatet.

## Ehe und Kinder
1869 heiratete er Marie Cornelie Fischer (1846–1939). Gemeinsam hatten sie vier Kinder:
- Ernst (1870–1945), ab 1895 Teilhaber der Firma H. Coupienne
- Mathilde (* 1874) ⚭ Louis Michels
- Jean Baptiste jr. (1877–1938), ab 1904 Teilhaber der Firma H. Coupienne, Bauherr von Haus Urge – im Mülheimer Volksmund steht die Abkürzung URGE für "Unser Reichtum gestattet es"
- Adeline (* 1879)

## Weitere Quellen
- Stadtarchiv Mülheim an der Ruhr, Bestand 1390/2/15 (Chronik der Familie Coupienne. Zusammengestellt von Ernst Coupienne, 1921.)